# Forrest C. Donnell
Forrest C. Donnell (ur. 20 sierpnia 1884 w Quitman w stanie Missouri, zm. 3 marca 1980 w Saint Louis w stanie Missouri) – amerykański polityk, działacz Partii Republikańskiej, prawnik.

## Życiorys
W latach 1941-1945 pełnił funkcję gubernatora stanu Missouri. Od 1945 do 1951 był senatorem 3. klasy z Missouri.
29 stycznia 1913 poślubił Hildę Hays. Para miała dwoje dzieci.